# 越南鈍雀鯛
越南鈍雀鯛（學名：Amblypomacentrus vietnamicus）是輻鰭魚綱鱸形目雀鯛科鈍雀鯛屬的其中一種，分布於越南南海海域，棲息在珊瑚礁區，以浮游生物為食，繁殖期時會成對出現，具領域性，雄魚會守護魚卵直到卵孵化。